# Kobilje (Malo Crniće)
Pour les articles homonymes, voir Kobilje.
Kobilje (en serbe cyrillique : Кобиље) est un village de Serbie situé dans la municipalité de Malo Crniće, district de Braničevo. Au recensement de 2011, il comptait 722 habitants.

## Démographie

### Évolution historique de la population
| 1948  | 1953  | 1961  | 1971  | 1981  | 1991  | 2002 | 2011 |
| ----- | ----- | ----- | ----- | ----- | ----- | ---- | ---- |
| 1 721 | 1 741 | 1 714 | 1 721 | 1 629 | 1 547 | 930  | 722  |

|  |